# Otto Szász

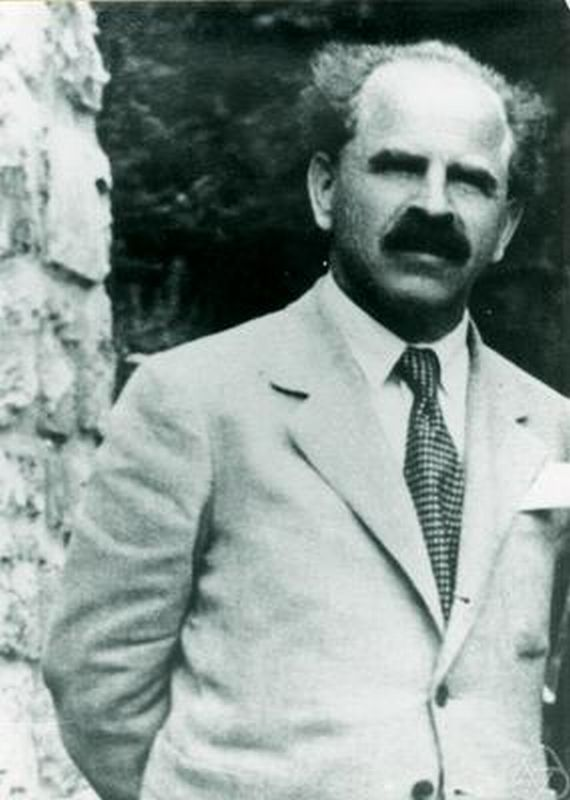
Otto Szasz

Otto Szász, ungarisch Szász Ottó (* 11. Dezember 1884 in Alsószúcs in Ungarn; † 19. Dezember 1952 in Cincinnati) war ein ungarischer Mathematiker, der sich mit Analysis beschäftigte.

## Leben
Szász studierte in Budapest und 1907 bis 1908 in Göttingen und wurde 1911 an der Universität Budapest bei Leopold Fejér promoviert. In Göttingen besuchte er u. a. Vorlesungen von David Hilbert, Felix Klein, Hermann Minkowski, Otto Toeplitz, Gustav Herglotz, Woldemar Voigt, Ludwig Prandtl. 1911 wurde er nach der Promotion Privatdozent in Budapest und besuchte 1911 bis 1914 die Universitäten München, Paris und Göttingen. 1914 wurde er Privatdozent an der Universität Frankfurt am Main und 1920 Professor. Von den Nationalsozialisten 1933 aus der Universität gedrängt, emigrierte er in die USA, wo er auf Vermittlung von Norbert Wiener am MIT und der Brown University einen Posten fand. Ab 1936 war er Professor an der University of Cincinnati, wo er für den Rest seiner Karriere blieb, von einem einjährigen Forschungsaufenthalt am Institut für Numerische Mathematik der Universität von Los Angeles abgesehen.
Szász löste einige Probleme, die Oskar Perron in seinem Lehrbuch über Kettenbrüche stellte, gab einen einfacheren (als zuvor von Chaim Müntz) Beweis eines Problems von Sergei Bernstein in der Approximationstheorie (Approximation stetiger Funktionen auf dem Einheitsintervall durch Potenzfunktionen, deren Potenzen eine positive Folge bilden mit divergierender Kehrwertsumme, Satz von Müntz-Szász) und von einem Problem von Edmund Landau über den Maximalbetrag der Partialsummen von Potenzreihen. Ein weiteres Arbeitsgebiet waren Fourierreihen (u. a. Taubersätze, Gibbs-Phänomen).
1939 erhielt er den Julius König-Preis der ungarischen Akademie der Wissenschaften.
Zu seinen Doktoranden zählen Kurt Mahler (1927) und Lee Lorch (1941).

## Schriften
- H.D. Lipsich (Hrsg.): Collected Works of Otto Szász. University of Cincinnati Press, 1955 (fast 1500 Seiten).
- Über Fouriersche Reihen. Jahresbericht DMV, Band 32, 1923.
- Über die Approximation stetiger Funktionen durch lineare Aggregate von Potenzen. Mathematische Annalen, Band 77, 1916, S. 482, Beweis der Vermutung von S. Bernstein.